# Columba leucomela
Pombo-de-cabeça-branca ou pombo-alvinegro (Columba leucomela) é uma espécie de ave pertencente à família dos columbídeos. É endêmica da costa leste da Austrália.